# Ergebnisse der Kommunalwahlen in Coburg
In den folgenden Listen werden die Ergebnisse der Kommunalwahlen in Coburg aufgelistet. Es werden die Ergebnisse der Stadtratswahlen seit 1996 angegeben. 
Es werden nur diejenigen Parteien und Wählergruppen aufgelistet, die bei wenigstens einer Wahl mindestens zwei Prozent der gültigen Stimmen erhalten haben. Bei mehrmaligem Überschreiten dieser Grenze werden auch Ergebnisse ab einem Prozent aufgeführt. 

## Parteien
- AfD: Alternative für Deutschland
- CSU: Christlich-Soziale Union in Bayern
- FDP: Freie Demokratische Partei
- Grüne: Bündnis 90/Die Grünen
- Linke: Die Linke
- ÖDP: Ökologisch-Demokratische Partei
- SPD: Sozialdemokratische Partei Deutschlands

## Wählergruppen
- BbC: Bürger bewegen Coburg e.V.
- CL: Coburger Liste
- CSB: Christlich-Soziale Bürger e.V.
- JC: JUnge COburger e.V.
- WPC: Wählergemeinschaft Pro Coburg e.V.
  - bis 2008: FW: Freie Wählergemeinschaft e.V.
  - 1996 als: FW/CVB: Freie Wählergemeinschaft/Coburger Volksbund e.V.

## Abkürzungen
- unbek.: unbekannt
- Wbt.: Wahlbeteiligung

## Stadtratswahlen
Stimmenanteile der Parteien in Prozent
| Jahr | Wbt.   | SPD  | CSU  | Grüne | WPC  | JC  | CSB | FDP | AfD | Linke | ÖDP | CL  | Sonstige |
| ---- | ------ | ---- | ---- | ----- | ---- | --- | --- | --- | --- | ----- | --- | --- | -------- |
| 1996 | unbek. | 39,9 | 36,4 | 8,1   | 8,4  | -   | -   | 5,0 | -   | -     | 2,4 | -   | -        |
| 2002 | 58,6   | 43,4 | 32,8 | 5,9   | 9,1  | -   | -   | 6,1 | -   | -     | 2,6 | -   | -        |
| 2008 | 62,5   | 40,2 | 22,6 | 7,1   | 5,4  | 4,4 | 9,6 | 5,1 | -   | -     | 3,1 | -   | 12,51    |
| 2014 | 51,3   | 33,9 | 26,3 | 10,5  | 6,4  | 4,7 | 9,6 | 3,7 | -   | 2,9   | 2,0 | -   | -        |
| 2020 | 54,1   | 23,4 | 20,4 | 15,4  | 11,1 | 7,0 | 6,9 | 4,3 | 3,4 | 3,3   | 2,5 | 2,3 | -        |

Fußnoten
1 2008: BbC: 2,5 %
Sitzverteilung
Des Weiteren ist zu beachten, dass neben den gewählten Stadträten auch der Oberbürgermeister dem Gremium „Stadtrat“ angehört. Die in diesem Absatz als Gesamtzahl an Sitzen genannte Zahl berücksichtigt nur die Stadträte ohne Oberbürgermeister.
Die folgende Aufstellung gibt die Sitzverteilung an, die sich aus dem jeweiligen Wahlergebnis ergeben hat. 
| Jahr | Gesamt | SPD | CSU | Grüne | WPC | JC | CSB | FDP | Rep | AfD | Linke | ÖDP | Sonstige |
| ---- | ------ | --- | --- | ----- | --- | -- | --- | --- | --- | --- | ----- | --- | -------- |
| 1990 | 40     | 15  | 14  | 3     | 5   |    |     | 2   | 1   |     |       |     |          |
| 1996 | 401    | 16  | 15  | 3     | 3   | -  | -   | 2   |     | -   | -     | 1   | -        |
| 2002 | 401    | 18  | 14  | 2     | 3   | -  | -   | 2   |     | -   | -     | 1   | -        |
| 2008 | 401    | 16  | 10  | 3     | 2   | 1  | 4   | 2   |     | -   | -     | 1   | 212      |
| 2014 | 401    | 14  | 10  | 4     | 3   | 2  | 4   | 1   |     | -   | 1     | 1   | -        |
| 2020 | 401    | 9   | 8   | 6     | 5   | 3  | 3   | 2   |     | 1   | 1     | 1   | 313      |
|      |        |     |     |       |     |    |     |     |     |     |       |     |          |

Fußnoten
1 Dem Gremium „Stadtrat“ gehört neben den Stadträten auch noch der Oberbürgermeister an.

2 2008: BbC.

3 2020: CL.

## Nachweise
1. ↑  Stadt Coburg – Stadtratswahl 2020